# Hermannia trinebulosa
Hermannia trinebulosa är en kvalsterart som beskrevs av Riley 1885. Hermannia trinebulosa ingår i släktet Hermannia och familjen Hermanniidae. Inga underarter finns listade i Catalogue of Life.